# Rasmus Wiedesheim-Paul
Rasmus Wiedesheim-Paul, född 8 februari 1999, är en svensk fotbollsspelare som spelar för Halmstads BK. Hans far, Håkan Svensson, är en före detta fotbollsmålvakt.

## Klubbkarriär
Wiedesheim-Pauls moderklubb är BK Astrio. Som 14-åring gick han till Halmstads BK. Wiedesheim-Paul debuterade i Superettan den 2 juli 2016 i en 4–1-förlust mot AFC United, där han blev inbytt i den 74:e minuten mot Fredrik Olsson.
I februari 2017 lånades Wiedesheim-Paul ut till Landskrona BoIS. I juli 2018 lånades han ut till IFK Värnamo.
I juni 2019 förlängde han sitt kontrakt med Halmstads BK som sträcker sig över 2,5 år. Den 31 januari 2020 blev han tilldelad priset HP:s Dribbler. Den 27 juni 2020 gjorde Wiedesheim-Paul ett hattrick i en 3–0-vinst över Jönköpings Södra IF.
Den 2 oktober 2020 värvades Wiedesheim-Paul av norska Rosenborg, där han skrev på ett kontrakt fram till 2024.
I mars 2022 lånades Wiedesheim-Paul ut till Mjällby AIF på ett säsongslån. I juli 2022 lämnade Wiedesheim-Paul Mjällby efter att båda parterna hade kommit överens om att bryta låneavtalet i förtid. Den 21 juli 2022 lånades Widesheim-Paul ut till Helsingborgs IF på ett låneavtal över resten av säsongen 2022. Den 31 mars 2023 lånades han ut till HamKam på ett säsongslån.
I januari 2024 blev Wiedesheim-Paul klar för en återkomst i Halmstads BK, där han skrev på ett tvåårskontrakt. Efter knapp speltid som mestadels bestod av inhopp lånades Wiedesheim-Paul ut till IK Oddevold, som spelar i Superettan, inför säsongen 2025.

## Landslagskarriär
Wiedesheim-Paul landslagsdebuterade för Sveriges U19-landslag den 12 oktober 2019 i en 1–0-förlust mot Frankrike.